# Usina Hidrelétrica Walther Rossi
A Usina Hidrelétrica Walther Rossi, também conhecida como Usina Hidrelétrica Antas II, está localizada no o Rio das Antas, no Município de Poços de Caldas (MG). Foi inaugurada em 14 de novembro de 1998 e tem capacidade instalada de 16,5 MW, a partir de um desnível de 165m.